# La Celia
La Celia – miasto w Kolumbii, w departamencie Risaralda.